# Ons moeder zeej nog
Ons moeder zeej nog (Nederlands: Onze/Mijn moeder zei nog) is een lied van de Nederlandse zanger Jan Biggel. Het werd in 2020 als single uitgebracht.

## Achtergrond
Het lied is een Nederlandstalige bewerking van To Whom It Concerns van Chris Andrews uit 1965. De tekst voor Ons moeder zeej nog is geschreven door Jan Biggel en het werd geproduceerd door Waylon van der Heijden. Het lied gaat over het doen van dingen die leuk, maar onverantwoordelijk zijn en die eerder afgeraden zijn om te doen door de moeder van de liedverteller.  Het nummer werd al in 2020 uitgebracht, maar werd pas een grote hit en carnavalskraker, nadat het eind 2021 veelvoudig op TikTok in filmpjes werd gebruikt. Hierna werd het lied een van de grootste carnavalskrakers van 2022. Er zijn twee officiële remixen op het nummer gemaakt. De eerste is een bewerking door Biggel met De'nie Wel Rave & De Sfeermaker en de tweede door Biggel met Special Krew in samenwerking met Total Loss.
In de muziekvideo is onder andere te zien dat Biggel trouwt met een "lelijke" vrouw en dat hij zonder geld een stripclub ingaat. In de clip, gedeeltelijk opgenomen in Liempde,  is artiest Arno Sloot te zien als pastoor. De filmproductie is van KME Productions.

## Hitnoteringen
Nadat het lied viral was gegaan, kwam het in 2022 in de Nederlandse hitlijsten terecht. Het piekte op de vijftiende plaats van de Single Top 100 en was hierin 26 weken te vinden. De Nederlandse Top 40 werd niet behaald, maar het kwam tot de twaalfde plaats van de Tipparade.